# جورج والاس (لاعب كريكت بريطاني)
جورج والاس (18 سبتمبر 1854 في المملكة المتحدة - 24 نوفمبر 1927 في المملكة المتحدة) (بالإنجليزية: George Wallace)‏ هو محام بالقضاء العالي ولاعب كريكت بريطاني.

## وصلات خارجية
- جورج والاس على موقع إي آس بي آن كريك إنفو (الإنجليزية)